# Reinitz György
Reinitz György  (? –) magyar színész.

## Életpályája
A hatvanas évek közepén indult színészi pályája. A budapesti Pinceszínház stúdiósa volt, ahol együtt játszott mások mellett például Gálvölgyi Jánossal és Karsai Jánossal, Schwajda György: Hat fiú, hat lány című darabjában. Filmszínészként epizodista volt, kisebb szerepekkel bízták meg a rendezők. 1966 és 1980 között több magyar filmben, tévéjátékban szerepelt, köztük például a Megtörtént bűnügyek című sorozat több epizódjában is. Szerepei közül talán a Bacsó Péter rendezte Forró vizet a kopaszra! című filmben nyújtott alakítása az egyik legemlékezetesebb. Itt Tibort, Aranka (Pásztor Erzsi) szolgálatkész szeretőjét játszotta.  

## Színházi szerepeiből
- Schwajda György: Hat fiú, hat lány... szereplő[3]

## Filmes és televíziós szerepei
- Interferencia (1966)
- Könnyű kis gyilkosság (1967)
- A múmia közbeszól (1967)
- Aranysárkány (1967)
- Harlekin és szerelmese (1967)
- Ezek a fiatalok (1967)
- A Hamis Izabella (1968)
- A tanú (1969)
- VII. Olivér – Egy király, aki nem akar király lenni (1969)
- 7 kérdés a szerelemről (és 3 alkérdés) (1969)
- Kitörés (1971)... Pincér
- Bors (sorozat)

- Magdolnabál című rész (1971)
- Égi bárány (1971)
- A halhatatlan légiós (1971) ... Munkaszolgálatos
- Még kér a nép (1972)
- Forró vizet a kopaszra! (1972)... Tibor, Aranka szeretője
- Szikrázó lányok (1974)... Rafael Róbert
- Holnap lesz fácán (1974)... Vizirendőr
- Kísértet Lublón (1976)
- Utolsó előtti ítélet (1980)
- Megtörtént bűnügyek (sorozat)

- A müncheni férfi című rész (1976)... Brenner
- Azon az éjszakán című rész (1976)... Brenner
- Iskola társak voltak című rész (1978)... Németh Rudolf főhadnagy
- A kiskirály című rész (1980)... Németh Rudolf főhadnagy